# Éric Carrière
Éric Carrière (Foix, Francia, 24 de mayo de 1973) es un exfutbolista francés que jugaba de centrocampista y se retiró en 2010 jugando para el Dijon F. C. O. francés.

## Clubes
| Club              | País    | Año       |
| ----------------- | ------- | --------- |
| A. S. Muret       | Francia | 1992-1995 |
| F. C. Nantes "II" | Francia | 1995-1996 |
| F. C. Nantes      | Francia | 1996-2001 |
| Olympique de Lyon | Francia | 2001-2004 |
| R. C. Lens        | Francia | 2004-2008 |
| Dijon F. C. O.    | Francia | 2008-2010 |

## Palmarés

### Títulos nacionales
| Título               | Club              | País    | Año       |
| -------------------- | ----------------- | ------- | --------- |
| Copa de Francia      | F. C. Nantes      | Francia | 1998-99   |
| Supercopa de Francia | F. C. Nantes      | Francia | 1999      |
| Copa de Francia      | F. C. Nantes      | Francia | 1999-2000 |
| Division 1           | F. C. Nantes      | Francia | 2000-01   |
| Division 1           | Olympique de Lyon | Francia | 2001-02   |
| Supercopa de Francia | Olympique de Lyon | Francia | 2002      |
| Ligue 1              | Olympique de Lyon | Francia | 2002-03   |
| Supercopa de Francia | Olympique de Lyon | Francia | 2003      |
| Ligue 1              | Olympique de Lyon | Francia | 2003-04   |

### Títulos internacionales
| Título                    | Club (*) | País                  | Año  |
| ------------------------- | -------- | --------------------- | ---- |
| Copa FIFA Confederaciones | Francia  | Corea del Sur y Japón | 2001 |

(*) Incluyendo la selección.